# KAT-TUN LIVE TOUR 2019 IGNITE
『KAT-TUN LIVE TOUR 2019 IGNITE』（カトゥーン ライヴ ツアー 2019 イグナイト）はKAT-TUNのDVD/Blu-ray Discである。2020年4月8日にジェイ・ストームから発売。

## 概要
2枚組の初回限定盤（DVD/Blu-ray）、1枚の通常盤（DVD/Blu-ray）で発売。
火をテーマに据えたアルバム『IGNITE』を引っさげて開催されたアリーナツアー『KAT-TUN LIVE TOUR 2019 IGNITE』の福岡・マリンメッセ福岡公演（2019年9月21日・22日）を中心に収録。初回限定盤にはツアーファイナルとなる札幌・真駒内セキスイハイムアイスアリーナ公演でのWアンコールより「ハルカナ約束」、ツアーMCのダイジェスト版が収められている。
4月8日、コロナ禍で外出を自粛するファンに対し、中丸雄一がJohnny's web内「中丸のページ」にて、本作の同時再生企画を提案。4月10日15時に同時視聴がスタートすると、「#KATTUN大視聴会」はSNSでトレンド入りを果たした。

## 特典・仕様
DVD&Blu-ray共通。
- 初回限定盤 - スペシャルパッケージ仕様、52Pライブフォトブックレット封入
- 通常盤 - フォトリーフレット封入

## 収録内容
初回限定盤・通常盤ともに収録内容は共通。

### 本編映像（DISC 1）
1. OVERTURE
2. Diamond Sky
3. FEATHERS
4. Fly like a ROCKET
5. Unstoppable
6. Keep the faith
7. ハロハロ
8. Dead or Alive
9. JET
10. ノーマター・マター
11. PERFECT
12. (MC)
13. Reflect Night
14. 百花繚乱
15. アブストラクト
16. CAN'T CRY
17. We are KAT-TUN
18. A MUSEUM
19. 雨に咲く哀、夜に泣く藍
20. 甘い渇き
21. フリーズ
22. SHE SAID...
23. THE D-MOTION
24. アイノオカゲ
25. GO AHEAD
26. DANGER
27. クロサンドラ
28. Real Face#2
29. Peacefuldays
30. 僕らなら!

### 特典映像（DISC 2）
初回限定盤のみ。
1. SOLO ANGLE
  1. Fly like a ROCKET
  2. Dead or Alive
  3. DANGER
  4. クロサンドラ
2. TOUR FINAL W ENCORE
  1. ハルカナ約束
3. TOUR MCダイジェスト

## チャート成績
DVDが1.7万枚、Blu-rayが3.6万枚の初週売上を記録し、「オリコン週間DVDランキング」と「オリコン週間BDランキング」ともに初登場1位を獲得。DVDの1位獲得は10作連続通算14作目、BD1位獲得は今作が初となる。音楽作品のDVDとBDを合計した「ミュージックDVD・BDランキング」も合計売上5.3万枚で通算6作目の1位を獲得し、初の3部門同時1位を達成した。